# Fluoruro di neodimio
Il fluoruro di neodimio è il sale di neodimio dell'acido fluoridrico.
A temperatura ambiente si presenta come un solido grigio inodore.